# Alphonse Pierre Antoine Baut
Alphonse Pierre Antoine Baut (Gent, 12 februari 1756 - Wannegem-Lede, 19 mei 1833) was een Nederlands/Belgische landeigenaar, notabele en politicus. Tot 1795 was hij baron Claesman, na 1816 was hij baron Baut de Rasmon.
Baut was een notabele uit een vermogende familie, en studeerde rechten aan de Universiteit van Leuven, waar hij in 1778 zijn licentiaat behaalde. Hij was een enthousiast botanicus en medestichter van de botanische tuin te Gent en had een prachtige tuin rondom zijn kasteel te Wannegem.
Baut was grondwetsnotabele voor het Scheldedepartement (Oudenaarde) bij het goedkeuren van de grondwet van het Verenigd Koninkrijk der Nederlanden. Van 1815 tot 1818 was hij tevens lid van de Tweede Kamer der Staten-Generaal voor Oost-Vlaanderen, en vanaf 1816 was hij baron en lid van de Ridderschap van Oost-Vlaanderen. Met een inkomen van 50.000 Fr. was hij vermogend.
- Biografisch Portaal: 59052802
- Parlement.com: vg09lltckay4